# Fortaleza de Ananuri

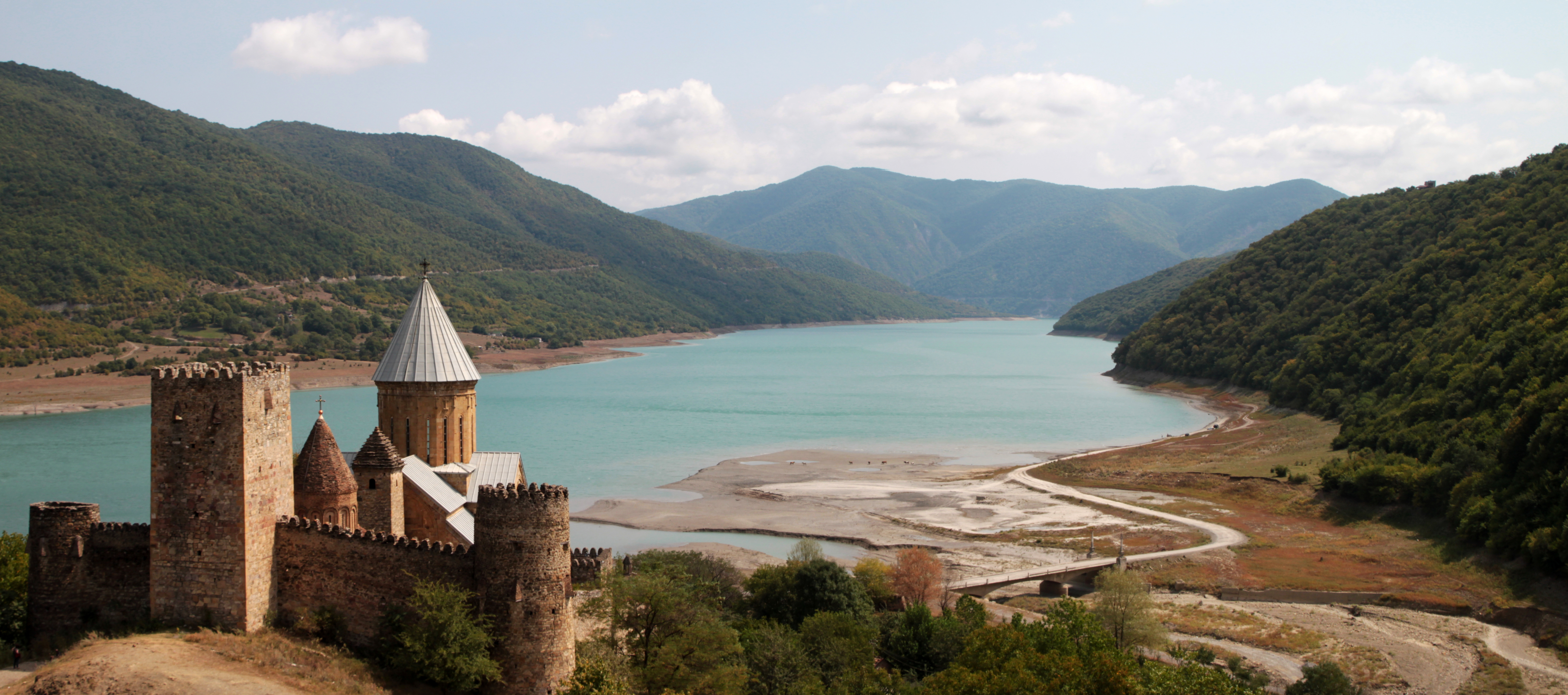
Ananuri, castillo y monasterio.

La fortaleza de Ananuri (en georgiano: ანანური) es un complejo defensivo sobre el río Aragvi en el pueblo de Ananuri, dentro de la región de Mtsjeta-Mtianeti de Georgia.

## Geografía
La fortaleza se encuentra a unos 66 kilómetros al norte de Tiflis, en plena carretera militar georgiana que conduce hasta Stepantsminda.

## Historia
El complejo de la fortaleza de Ananuri era la sede de los eristavis (Duques) de Aragvi, una dinastía feudal que gobernó la zona desde el siglo XIII. El castillo fue escenario de numerosas batallas.
En 1739, Ananuri fue atacado por las fuerzas de un ducado rival, al mando de Shanshe de Ksani y se le prendió fuego. El clan Aragvi fue masacrado. Sin embargo, cuatro años más tarde, los campesinos locales se rebelaron contra el gobierno de Shamshe, matando a los usurpadores e invitando al rey Teimuraz II para que gobernara sobre ellos. No obstante, en 1746, el rey Teimuraz I de Kajetia tuvo que reprimir otra insurrección campesina, con la ayuda del rey Heraclio II de Georgia. La fortaleza se mantuvo en uso hasta principios del siglo XIX. 
En 2007, el complejo entró en la lista provisional para su inclusión en el programa de Patrimonio de la Humanidad de la UNESCO.

## Arquitectura

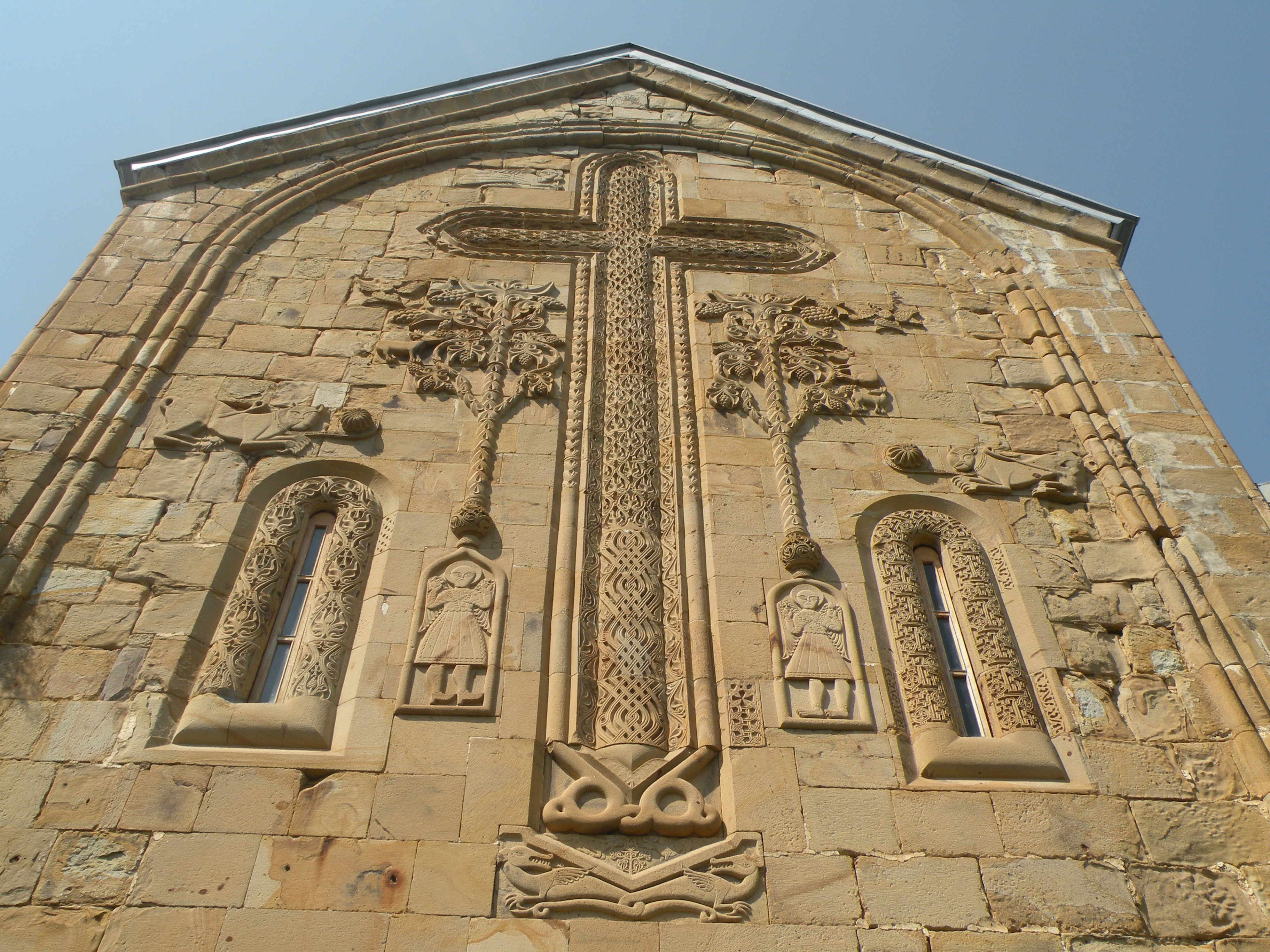
Fachada oriental de la iglesia de la Asunción, Ananuri.

Las fortificaciones constan de dos castillos unidos por una muralla almenada. La fortificación superior dispone de una gran torre cuadrada, mientras que la inferior, dispone una torre redonda.
Dentro de la fortaleza hay dos iglesias. La más antigua es la de la Virgen, que se apoya en una alta torre cuadrada, disponiendo tumbas de algunos de los duques de Aragvi. Data de la primera mitad del siglo XVII, y fue construida de ladrillo. En el interior se destaca un baldaquino de piedra erigido por la viuda del duque Edishera, que murió en 1674.
La iglesia más grande es la de la Asunción (Ghvtismshobeli), construida en 1689 por el hijo del duque Bardzem. Se trata de una estructura central de estilo cúpula con fachadas ricamente decoradas, incluyendo una entrada norte tallada y una cruz de sarmiento de vid tallada en la fachada sur. También contiene restos de frescos, que incluyen un Juicio Final.